# Conrad Schröder (Politiker, 1854)
Conrad Schröder (* 16. September 1854 in Hohenkirchen im Landkreis Kassel; † 25. April 1923 in Kassel) war ein deutscher Gutsbesitzer, Bürgermeister und 
Mitglied des Provinziallandtages der Provinz Hessen-Nassau.

## Leben
Conrad Schröder war Gutsbesitzer in Carlsdorf, wo er am 10. Dezember 1894 mit deutlicher Mehrheit zum Bürgermeister gewählt wurde. Bei seiner Wiederwahl im Jahre 1902 unterlag er beim Stimmengleichheit seinem Gegenkandidaten durch Losentscheid.
Von 1915 bis 1919 hatte er ein Mandat für den Kurhessischen Kommunallandtag des preußischen Regierungsbezirks Kassel bzw. für den Provinziallandtag der Provinz Hessen-Nassau, wo er Mitglied des Hauptausschusses war. 